# Billbergia pyramidalis

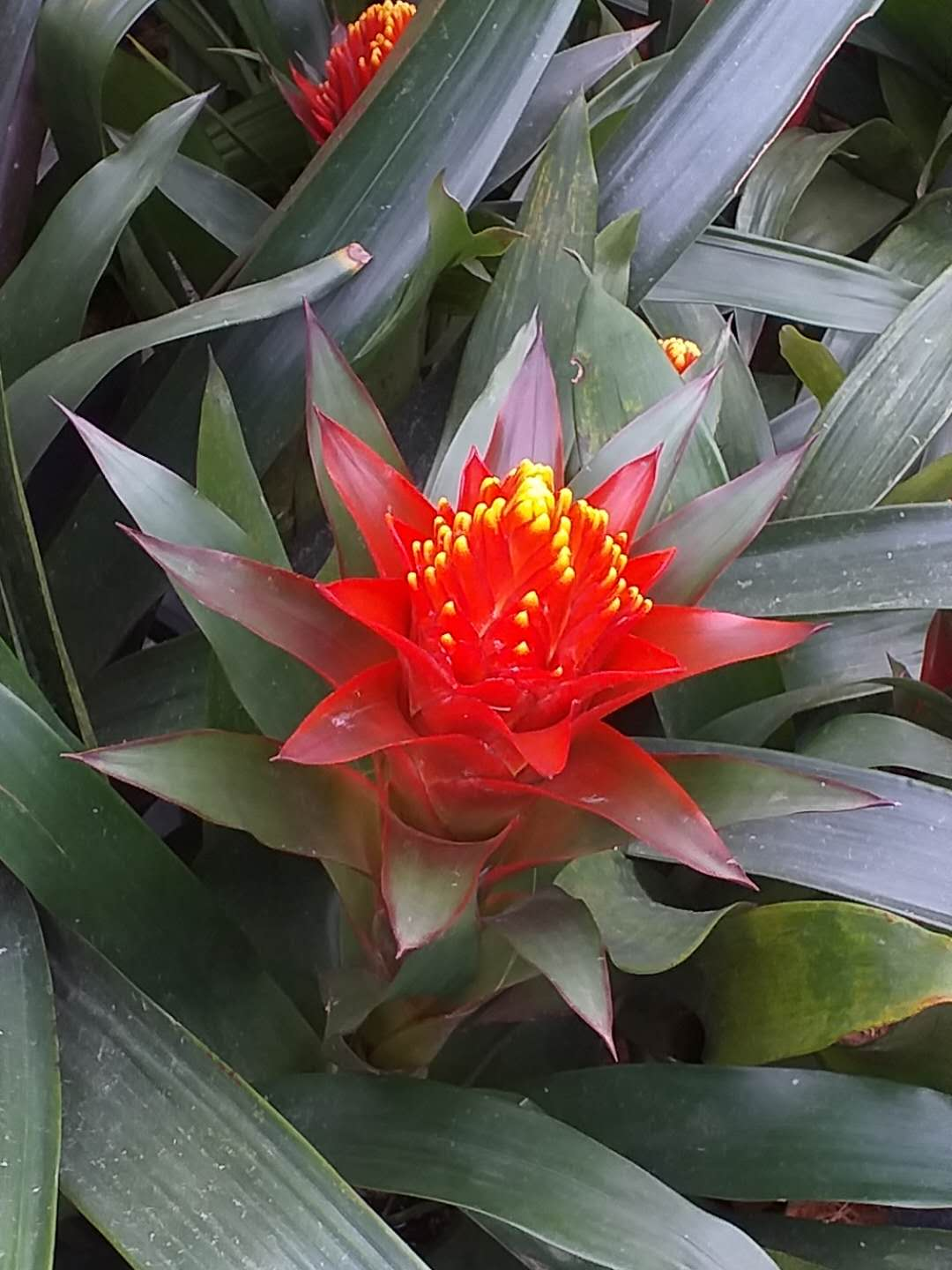
Billbergia pyramidalis

Billbergia pyramidalis är en gräsväxtart som först beskrevs av John Sims, och fick sitt nu gällande namn av John Lindley. Billbergia pyramidalis ingår i släktet Billbergia och familjen Bromeliaceae. Inga underarter finns listade i Catalogue of Life.

## Bildgalleri

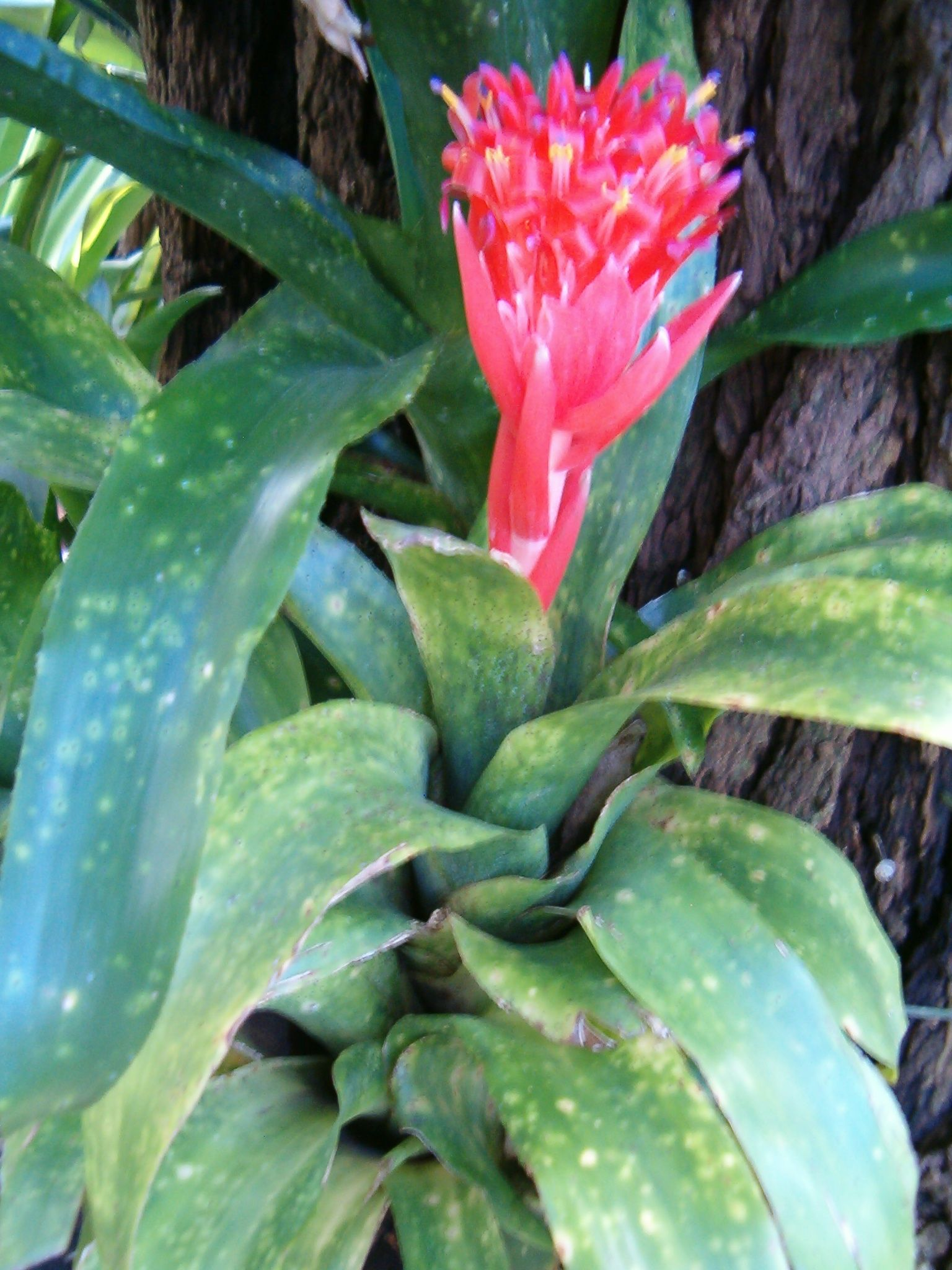
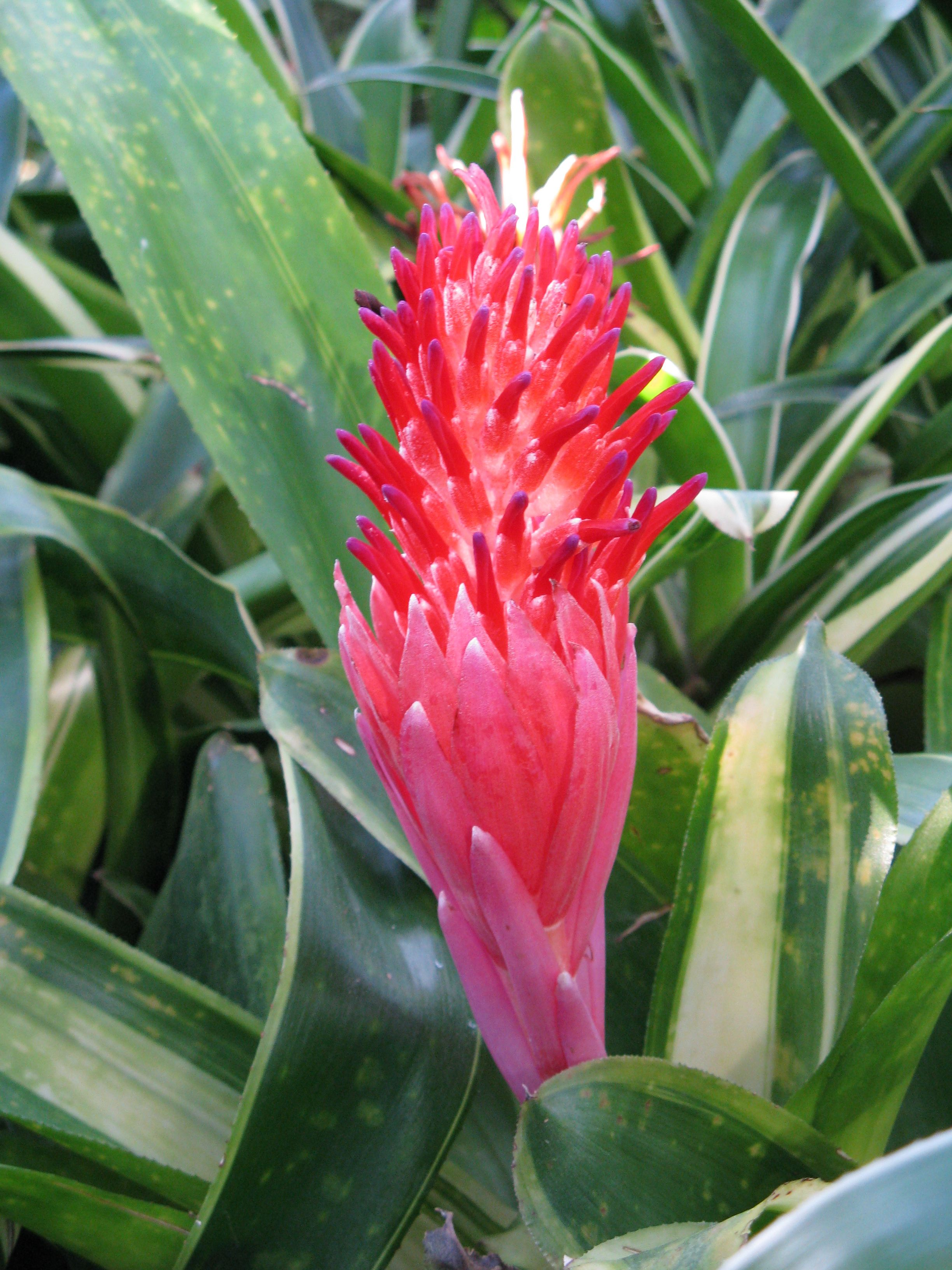
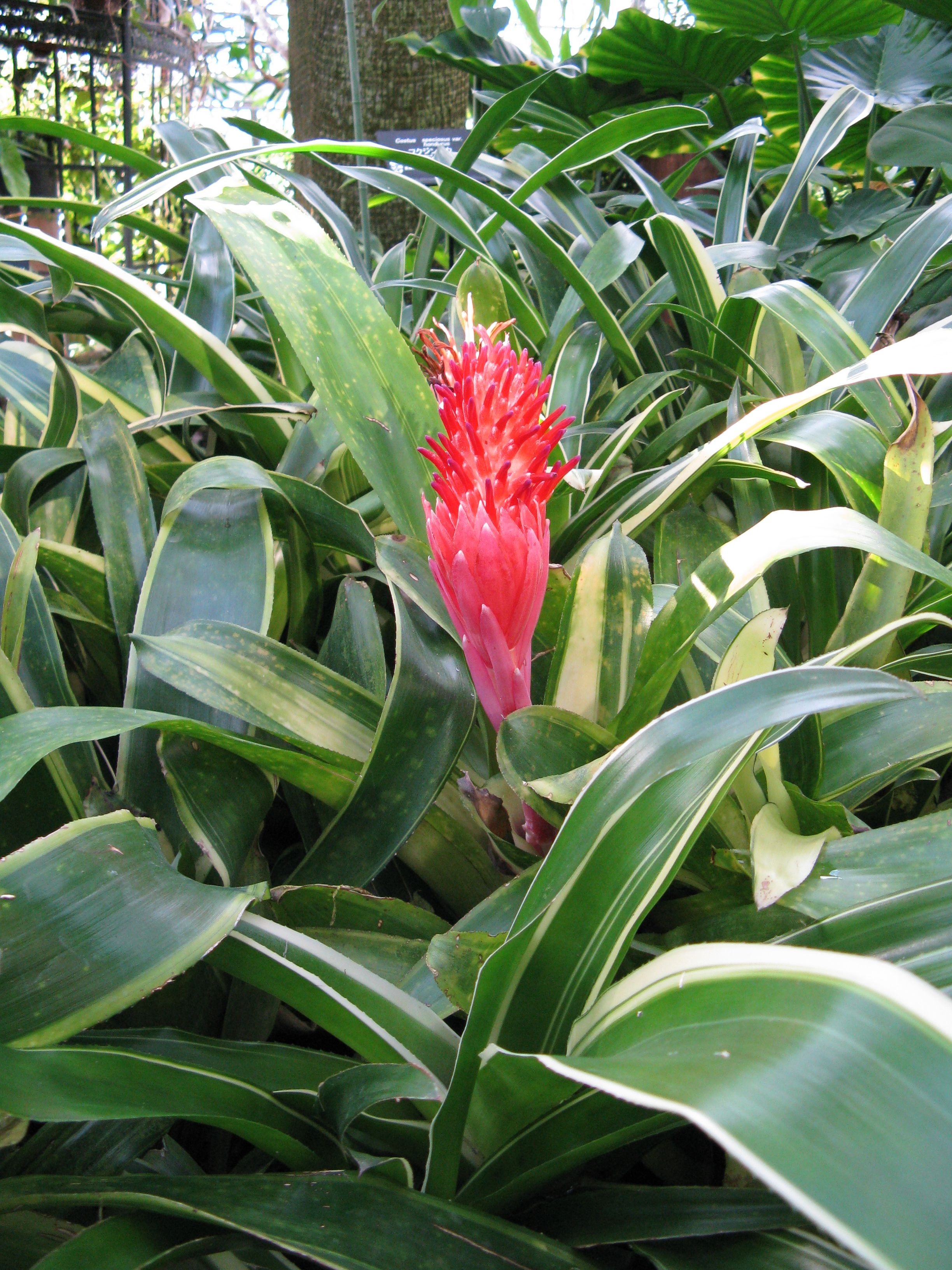
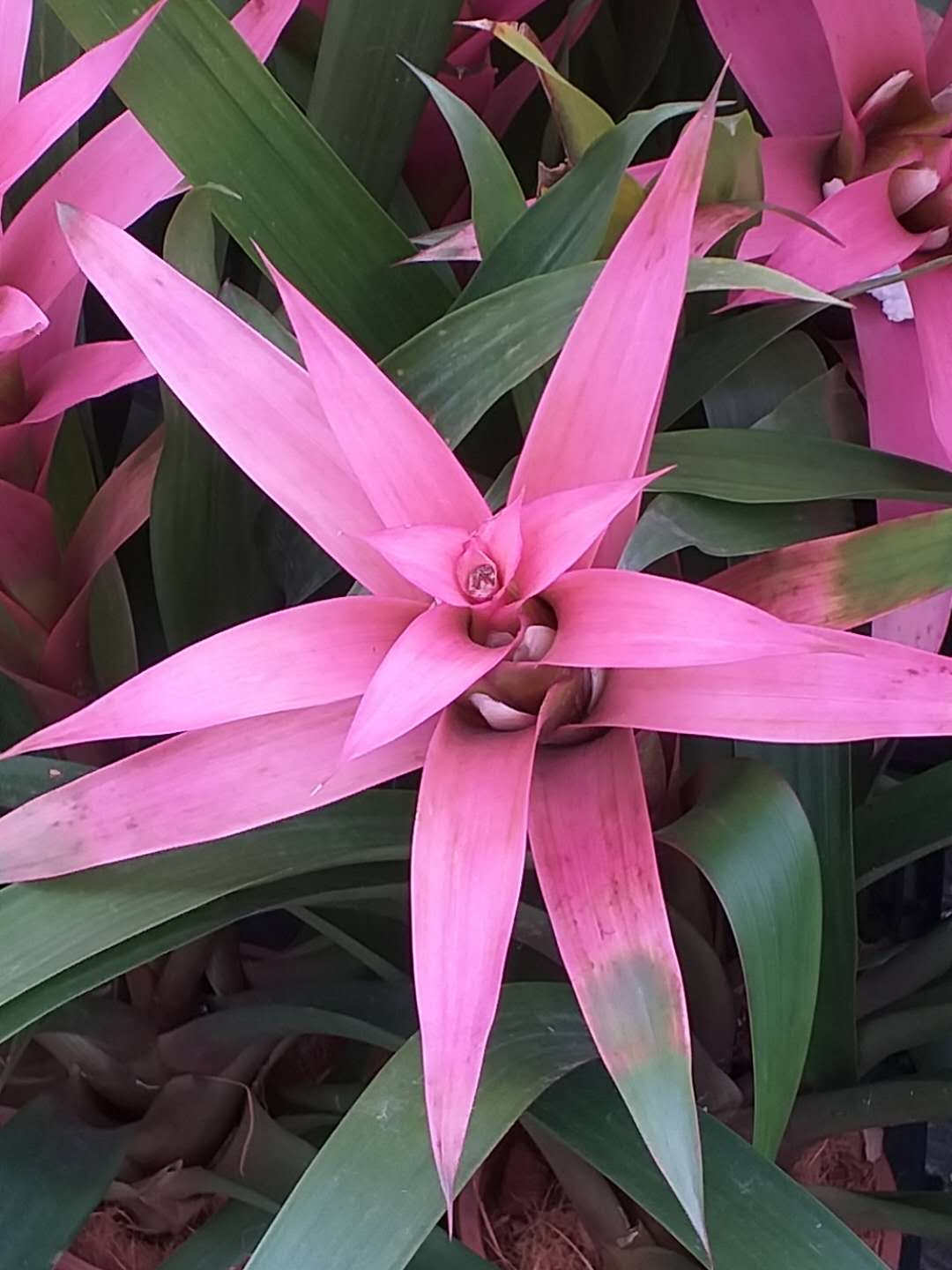